# Mandorla di Avola

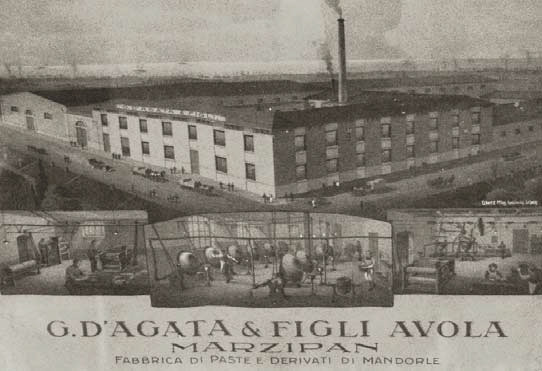
Incisione rappresentando la fabbrica Marzipan all'inizio del XX secolo ad Avola

Per mandorla di Avola si intendono tre cultivar (Pizzuta d'Avola, Fascionello, Corrente d'Avola o Romana) che sono originarie del territorio di Avola in provincia di Siracusa. La mandorla di Avola è un prodotto di qualità conosciuto in tutto il mondo, protetto da un apposito consorzio che certifica i singoli passaggi della sua lavorazione e della messa in commercio.
La specializzazione produttiva della mandorla in Sicilia è attestata da numerosi studi come ad esempio nelle opere del botanico Giuseppe Bianca e in epoca più recente di Francesco Monastra. La storia della produzione aziendale mandorlicola sul territorio avolese è segnata in particolare dalla presenza della fabbrica Marzipan, del Cavalier D'Agata e figli, che esportava nel mondo già nei primi anni del Novecento.
Per le sue straordinarie caratteristiche organolettiche e benefiche, la Mandorla di Avola viene spesso contraffatta con varietà di mandorle di qualità inferiore provenienti da altri Paesi.

## Cultivar

### Pizzuta
La Pizzuta ha un guscio liscio e duro che presenta dei piccoli pori. Il suo seme ha la forma di una ellisse piatta, il cui colore è rosso cuoio. È la mandorla eletta della confetteria e della pasticceria per la sua raffinata qualità. Giuseppe Bianca descrive la mènnula pizzuta come:
"Cuspidata. A peduncolo sottile. Ettocarpo tenue, corrugato-bolloso, graucescenti-cinereo, con spuntone lunghetto, ricurvo lateralmente ed ostiolo sub circolare. Endocarpo schiacciato, obliquamente largo-lanceolato-curvo, di colore tendente al lanè, con la superficie liscia, radamente e leggermente bucherata, e poche strie raggianti nei lati anteriori della base; sutura dorsale ottusangola, poco curvata, intaccata per quasi un centimetro sul rostro apicilare; la ventrale acutangola affilato-alata, scorrente alla base, denticolato-erosa, ordinariamente storta, curvato-ascendente; apice lungamente rostrato acuminato, ripiegato all’infuori quasi sempre stortamente, fragile in punta. Seme unico, dolce. Varietà assai produttiva e di tornaconto".

### Fascionello
Il Fascionello è ampiamente utilizzato nella pasticceria e, pur non presentando la stessa forma elegante della Pizzuta, viene comunque impiegato nell’industria confettiera grazie alla sua delicata fragranza.

### Romana o Corrente d'Avola
Il seme della Romana o Corrente d'Avola è di forma irregolare e presenta una gemellarità molto più elevata rispetto alle altre due varietà . La Romana è utilizzata esclusivamente nella pasticceria ed anche di questa varietà, Giuseppe Bianca fa un’ampia descrizione nella sua opera Monografia del Mandorlo comune:
«Romana. A. Major: A gambo robusto. Ettocarpo crasso, glaucescente, poi roseo, a superficie bitorzoluta, corrugata con grossi spicchi alla base, spuntone capezzoluto, lunghetto richinato-inflesso, e ostiolo quasi circolare. Endocarpo ceciato-bruno, stortamente ovato-piramidato, turgido, grossamente fossettato-rugoso viepiù all’apice, famosamente solcato, intaccata all’apice per meno d’un centimetro, e curvata in linea risorgente; la ventrale acutangola, poco saliente, affilata e prolungata alla base, maggiormente incurvata della dorsale, coi lati appianati e profondamente solcati a sbieco; apice rostrato acuminato, fragile, alquanto inflesso sulla sutura dorsale.  Semi dolci, geminati.»
Bianca conclude specificando che il nome "vernacolo di mennùla romana" è tratto dal cognome della famiglia Avolese Romano che fu la prima a propagarla.

## Dalla coltivazione alla pelatura
Le piante della Mandorla di Avola fioriscono tra la fine di dicembre e i primi di gennaio, circa due mesi in anticipo rispetto agli altri alberi siciliani, a causa delle particolari condizioni climatiche della loro zona di produzione. Il prolungato periodo di maturazione rende questi frutti ricchi di componenti nutrizionali mentre i durissimi gusci ne impediscono l’attacco da parte di funghi e parassiti rendendole un concentrato di principi attivi.
La raccolta del frutto del mandorlo, che viene realizzata in modo prevalentemente manuale, agevolata da una abbacchiatura praticata con canne e pertiche, avviene dalla fine di luglio ai primi di settembre.
I frutti sono poi raccolti con teli stesi sotto gli alberi. Dopo la raccolta, le mandorle prive del mallo sono fatte asciugare al sole per circa cinque giorni. In seguito, il prodotto è condotto negli stabilimenti di lavorazione e sottoposto alle operazioni di sgusciatura, separazione del seme dal guscio e selezione manuale del prodotto. La mandorla al naturale può essere sottoposta anche alla pelatura, ulteriore fase di lavorazione che serve ad eliminare il tegumento protettivo del seme.

## La lavorazione e commercializzazione della «Mandorla di Avola»
La lavorazione e commercializzazione della mandorla di Avola, non solo ha origini antichissime e centenarie ma ha addirittura rappresentato, fino agli anni cinquanta del Novecento il settore economico che ha dato maggior sostentamento al territorio avolese. Questo fortunato settore, oltre alle decine di aziende impegnate direttamente nella lavorazione e commercializzazione, coinvolgeva anche gli impiegati delle officine di costruzione, degli impianti di imballaggio, delle aziende di trasporto e dei laboratori di trasformazione offrendo impiego non solo ai cittadini avolesi bensì a gran parte dei lavoratori provenienti dal territorio siracusano.

## La Marzipan
La Marzipan del Cavaliere D’Agata e figli è una delle aziende che agli inizi del Novecento spiccava a livello internazionale per dimensione e capacità commerciale e rappresentava la testimonianza più tangibile dell’importanza della mandorlicoltura nella storia economica della città di Avola. La sua nascita rappresentò un evento così importante da essere annunciato in un ampio articolo pubblicato sull'Almanacco del 1912 all’interno del quale si sosteneva che per:
«la modernità degli impianti e l’accuratezza della lavorazione può competere con le migliori aziende straniere».
L’azienda del Cavaliere D’Agata iniziò ad operare nel territorio avolese già a partire dal 1912 e visse in prosperità fino agli anni sessanta, rappresentando fino alla sua definitiva chiusura la più importante azienda di lavorazione, trasformazione e commercializzazione del settore mandorlicolo siciliano non solo nel territorio avolese ma in tutta la penisola italiana, intrattenendo rapporti commerciali anche con la Francia, l'Inghilterra e la Germania.

## La mandorla nella pasticceria
La tradizione dolciaria siciliana si sviluppa soprattutto in due ambienti molto diversi fra loro; la famiglia contadina all’interno della quale erano le donne a preparare i dolci in occasione delle feste religiose e famigliari e l'ambiente monastico. Erano infatti le monache di clausura a realizzare i dolci in occasione della Pasqua, della Settimana Santa, della commemorazione dei defunti e del Natale, e le loro ricette rappresentano l’eccellenza pasticciera siciliana. Tra i dolci nati per commemorare eventi religiosi ricordano: i pani rituali a base di farina, uova, zucchero, pasta reale e ricotta dolce a cui vengono date forme diverse in base ai riferimenti simbolici cristiani, la cassata, le pecorelle di pasta reale, le crespelle di Catania e le schiumette di Siracusa.
Ogni provincia o, addirittura, ogni città utilizza da secoli le mandorle in modi differenti per realizzare prodotti culinari tipici.

## Dolci tipici siciliani realizzati con Mandorla di Avola
- Il Marzapane: composto realizzato con pasta di mandorle dolci, albume d’uovo e zucchero il cui nome deriva dalla parola araba "Mauthaban", termine che stava ad inidicare inizialmente una moneta e, successivamente, un’unità di misura.
- La Frutta martorana: la tradizione vuole che il nome di questo dolce ricavato dalla pasta di mandorle si debba al Monastero della Martorana di Palermo all’interno del quale le monache erano solite preparare con la pasta reale frutta di stagioni diverse, appendendola poi agli alberi del chiostro del monastero, in occasione della visita di ospiti di ordine monastico superiore.
- Il Torrone: gli studiosi sono oggi concordi nell’attribuire al torrone origini arabe. A sostegno di tali tesi vi sono diversi documenti tra cui un trattato dell'XI secolo scritto da un medico arabo: il De medicinis et cibis semplicibus, all’interno del quale è citato il turun. Esistono diversi tipi di torrone che variano di città in città, i più noti sono quelli realizzati con mandorle di Avola e pistacchio di Bronte.
- La Cassata: il suo nome deriva dal termine arabo Quas'at cioè "ciotola rotonda". Nasce intorno all’anno mille nelle cucine del palazzo dell’Emiro grazie alla maestria dei cuochi che si dilettavano ad accostare sapori e colori differenti, appartenenti alla tradizione culinaria saracena. Inizialmente questo dolce veniva preparato solo durante la Pasqua; oggi, invece, si può gustare nelle pasticcerie e nei bar siciliani tutto l’anno. La cassata sintetizza lo stile barocco e quello arabo che caratterizzano l’arte e la cucina siciliana.
- Il Latte di mandorla è una bibita dissetante che può essere utilizzata dai soggetti intolleranti al lattosio, in sostituzione del latte vaccino. Il latte di mandorla è molto energetico grazie alla sua combinazione di ingredienti: mandorle, acqua e zucchero.[14]

## La «mandorla di Avola» nella confetteria
La varietà di mandorla favorita dalla confetteria è la Pizzuta d’Avola che con la sua forma appiattita e ovale e le sue qualità organolettiche permette allo zucchero di modellarsi perfettamente su di essa, senza l’aggiunta di altri ingredienti. La Pizzuta d’Avola insieme al Fascionello costituisce il prodotto di alta gamma della confetteria. Entrambe le cultivar rappresentano le varietà più ricercate sul mercato nazionale e internazionale e la loro produzione è esclusiva delle province di Siracusa e Ragusa, grazie alle particolari caratteristiche pedoclimatiche di tali territori.

## La lavorazione dei confetti
Il confetto con mandorla di Avola è tradizionalmente formato da un nucleo interno costituito da una singola mandorla intera, sgusciata e pelata, appartenente alla cultivar Pizzuta o Fascionello. Tale nucleo detto anima è poi rivestito da diversi strati di zucchero sovrapposti per successive bagnature. Le dimensioni del confetto così come il suo peso variano in base alla calibratura della mandorla impiegata, che oscilla tra la misura 34 e la 38.  Il confetto con mandorla di Avola mantiene la forma appiattita del seme e non presenta lesioni o screziature; per tale ragione, la sua superficie esterna appare di colore bianco porcellanato ed è liscia al tatto. Per ottenere la perfetta zuccheratura vengono utilizzate le bassine ovvero caldaie preferibilmente in rame o acciaio, in continua rotazione, dove vengono lavorate le mandorle con lo zucchero.
Rispetto al tradizionale confetto romano realizzato con miele piuttosto che zucchero per festeggiare nascite e matrimoni, la colorazione esterna è una caratteristica più recente. Si sono affermate colorazioni diverse in associazione a diversi eventi. I confetti per il matrimonio, la prima comunione e la cresima sono bianchi, azzurri o rosa sono i confetti per la nascita ed il battesimo e verdi quelli per il fidanzamento. Sono generalmente rossi quelli per la laurea e variopinti quelli che si adoperano per festeggiare i compleanni. Dalla fine del Novecento l’anima del confetto è stata spesso sostituita da ingredienti quali nocciola, cannella, cioccolato, canditi vari e pistacchio che però non eguagliano il sapore raffinato e delicato del confetto classico tradizionale.